# Chusquea mulleri
Chusquea mulleri är en gräsart som beskrevs av William Munro. Chusquea mulleri ingår i släktet Chusquea och familjen gräs. Inga underarter finns listade i Catalogue of Life.